# Ishmael (Vorname)
Ishmael ist ein männlicher Vorname. 

## Herkunft und Bedeutung
Ishmael ist die hebräische Form des Vornamens Ismael, der „Gott (er)hört“ bedeutet. Der Name kommt erstmalig im Tanach und im Alten Testament (1. Mose 16,15) vor und ist dort der erstgeborene Sohn von Abraham und Hagar, der Magd seiner Frau Sara.

## Namensträger
- Ishmael Mali Avui (* 1963), Politiker der Salomonen (UDP)
- Ishmael Beah (* 1980), sierra-leonischer Autor
- Ishmael Miller (* 1987), englischer Fußballspieler
- Ishmael Noko (* 1943), simbabwischer lutherischer Theologe, von 1994 bis 2010 Generalsekretär des Lutherischen Weltbundes
- Ishmael Reed (* 1938), US-amerikanischer Schriftsteller
- Ishmael Wadada Leo Smith (* 1941), US-amerikanischer Trompeter, Komponist und Musikwissenschaftler